# Catostomus latipinnis
Catostomus latipinnis är en fiskart som beskrevs av Baird och Girard, 1853. Catostomus latipinnis ingår i släktet Catostomus och familjen Catostomidae. Inga underarter finns listade i Catalogue of Life.